# Verbano (trein)
De Verbano is een internationale trein op het traject Milaan - Bazel. De trein is genoemd naar het Lago Maggiore waar de trein tussen Verbania-Pallanza en Arona langs rijdt.

## Cisalpino
Op 29 september 1996 startte Cisalpino met de inzet van Kantelbaktreinen op diverse routes tussen Zwitserland en Italië. De treinen, bestaande uit Pendolino treinstellen, werden als Cisalpino gevolgd door de naam van de trein in de markt gezet. Op 12 december 2004 werden drie Cisalpino's op de Lötschbergroute, waaronder de Cisalpino Verbano opgewaardeerd tot EuroCity

## EuroCity

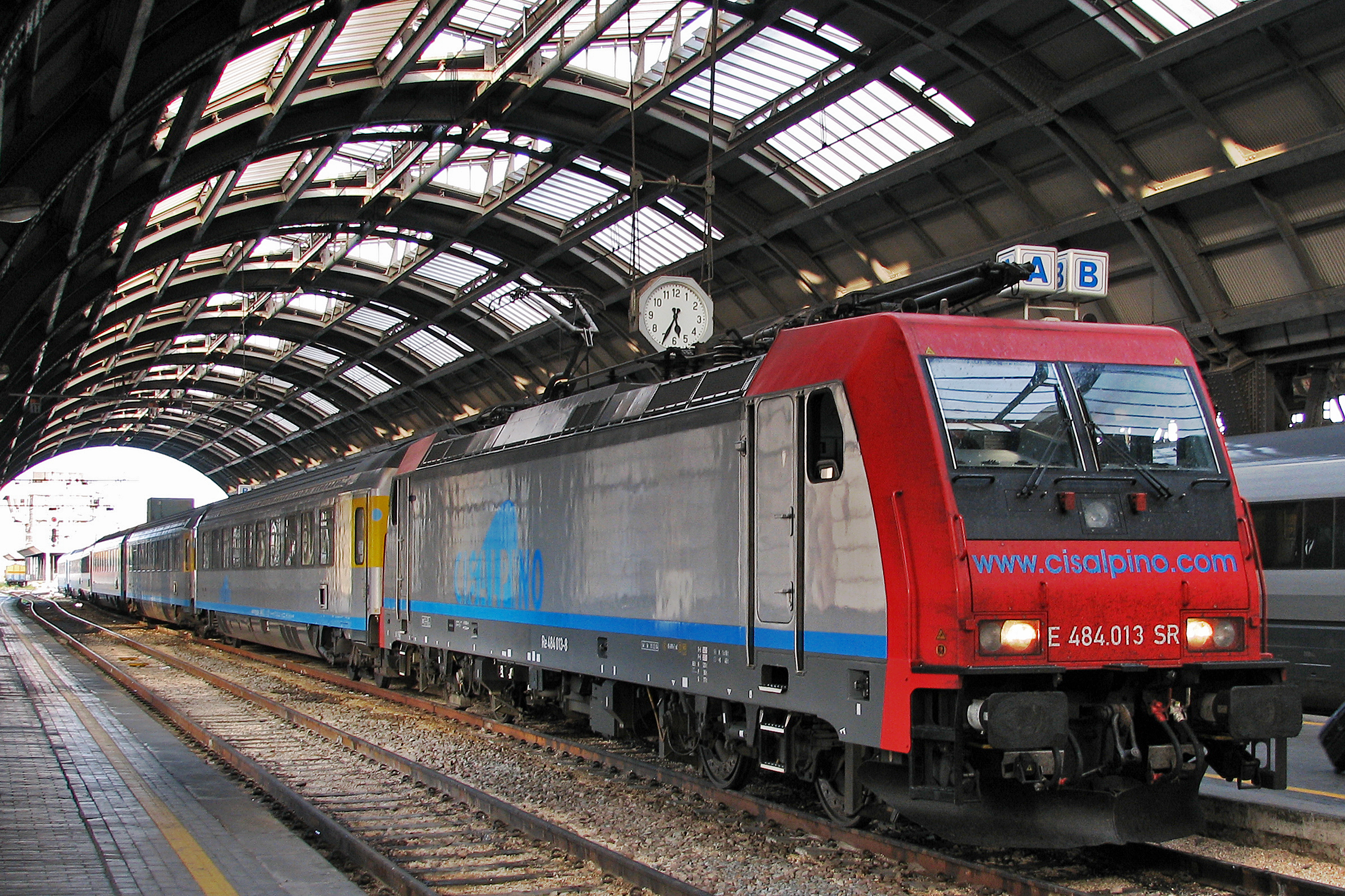
EC 133 Verbano getrokken door Re 484.013 bij aankomst in Milano Centrale in 2007

De EC Verbano reed tussen Bazel en Milaan met de treinnummers EC 130 en EC 133. In 2005 ontstonden steeds meer problemen met de uitvoering van de dienst door een beperkte beschikbaarheid van de Pendolino treinstellen. In afwachting van de levering van nieuw materieel werd per 12 september 2005 gereden met getrokken materieel. Hiervoor werden Re 484 lokomotieven gehuurd van SBB-Cargo en EC-90 rijtuigen van SBB. Op 9 december 2007 liep de huur af en werd de Verbano voortaan getrokken door lokomotieven van SBB en FS. De rijtuigen waren inmiddels in de kleuren van Cisalpino geschilderd. Cisalpino is op 12 december 2009 opgeheven als spoorwegmaatschappij en de treinen worden nu weer door SBB geëxploiteerd.

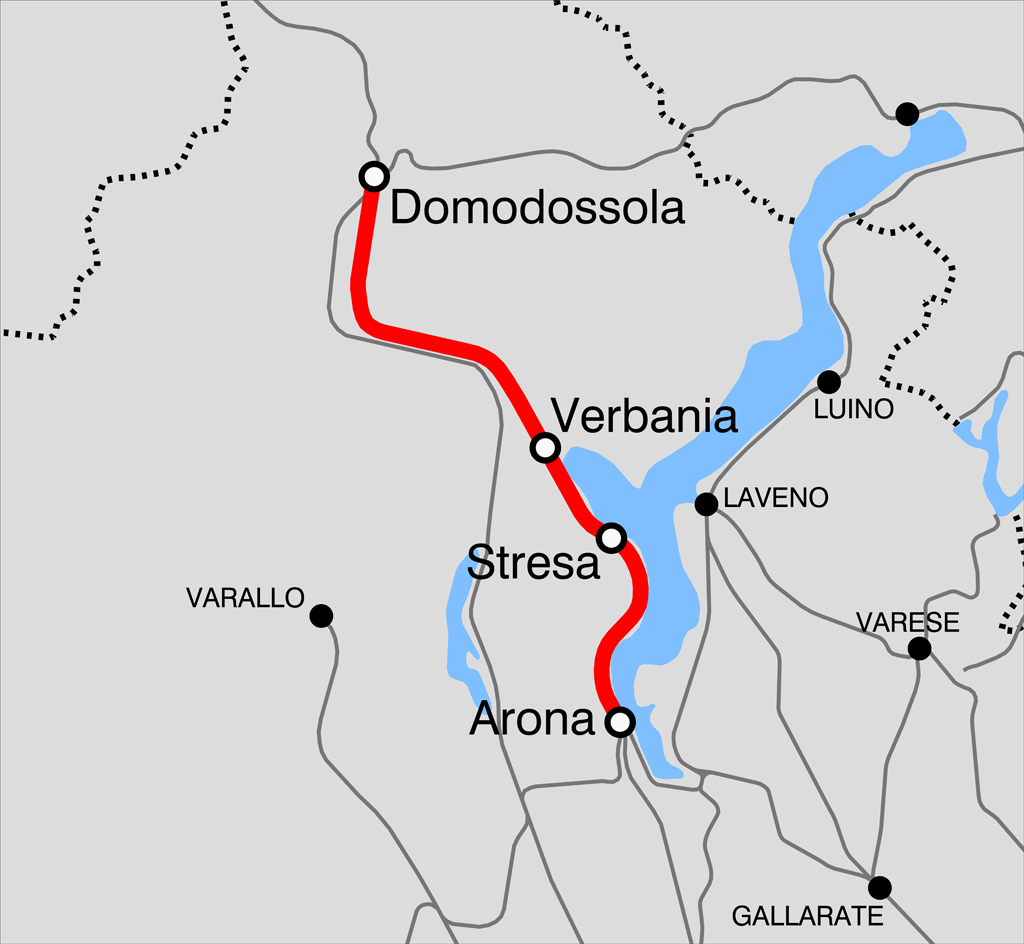
De route langs het Lago Maggiore (Verbano)

### Route en dienstregeling
| EC 133 | land            | station         | km  | EC 130 |
| ------ | --------------- | --------------- | --- | ------ |
| 12:27  | Zwitserland     | Basel SBB       | 0   | 11:33  |
| 12:36  | Zwitserland     | Liestal         |     |        |
| 12:55  | Zwitserland     | Olten           | 39  | 11:06  |
| 13:25  | Zwitserland     | Bern            | 106 | 10:35  |
| 14:01  | Zwitserland     | Thun            | 137 | 10:01  |
| 14:10  | Zwitserland     | Spiez           | 147 | 09:50  |
|        | Lötschbergroute |                 |     |        |
| 15:08  | Zwitserland     | Brig            | 221 | 08:52  |
|        | Simplontunnel   |                 |     |        |
| 17:35  | Italië          | Milano centrale | 388 | 06:25  |